# Valentin Iliev
Valentin Iliev Ivanov (in bulgaro Валентин Илиев Иванов?; Kneža, 11 agosto 1980) è un allenatore di calcio ed ex calciatore bulgaro, tecnico dello CSKA 1948 Sofia II.

## Carriera

### Club
Dopo un passato nelle giovanili del Botev Vratsa debutta con la squadra bulgara nel calcio professionistico nel 1998. Si trasferisce in Ucraina nel 2001, con il Metalurh Zaporizzja. Tra il 2004 ed il 2008 gioca nelle file del CSKA Sofia e diventa un idolo dei tifosi. Nel 2008 si trasferisce al Terek Groznyj, squadra russa, per 750.000 euro.

### Nazionale
Nel 2005 ha esordito con la nazionale bulgara, con cui ha totalizzato 23 presenze.

## Palmarès

### Club

#### Competizioni nazionali
- Campionato bulgaro: 1

CSKA Sofia: 2004-2005
- Coppa di Bulgaria: 1

CSKA Sofia: 2005-2006
- Coppa di Romania: 1

Steaua Bucarest 2010-2011
- Supercoppa di Bulgaria: 1

CSKA Sofia: 2006